# Vallée de la Dordogne quercynoise (Natura 2000)
Pour l’article homonyme, voir Vallée de la Dordogne quercynoise.
Le site vallée de la Dordogne quercynoise est un site français du réseau Natura 2000 correspondant à la vallée et aux coteaux de la Dordogne dans le département du Lot, en région Occitanie.

## Situation
Limité au département du Lot, le site Natura 2000 « vallée de la Dordogne quercynoise » correspond à la vallée de la Dordogne en Quercy, depuis son entrée dans le département du Lot à Gagnac-sur-Cère au nord-est à 270 mètres d'altitude, jusqu'à sa sortie  du département au nord-ouest, au Roc à 83 mètres d'altitude, et son entrée dans le département de la Dordogne, ; il s'étend sur 5 567 hectares, sur le territoire de 20 communes riveraines de la Dordogne. Il intègre les parties aval de quelques affluents et sous-affluents : la Borrèze, le Lafondiale, le Malten, le Maumont, le Palsou, la Sourdoire et la Tourmente , ainsi que certains coteaux.

## Description
Le site « vallée de la Dordogne quercynoise » est un site naturel du réseau Natura 2000, c'est-à-dire qu'il est identifié comme site important pour la conservation d'espèces animales européennes menacées.
Il s'agit d'un site d'importance communautaire correspondant à une zone spéciale de conservation validée par un arrêté du ministère de l'Écologie et  du Développement durable en date du 13 avril 2007.

La Dordogne
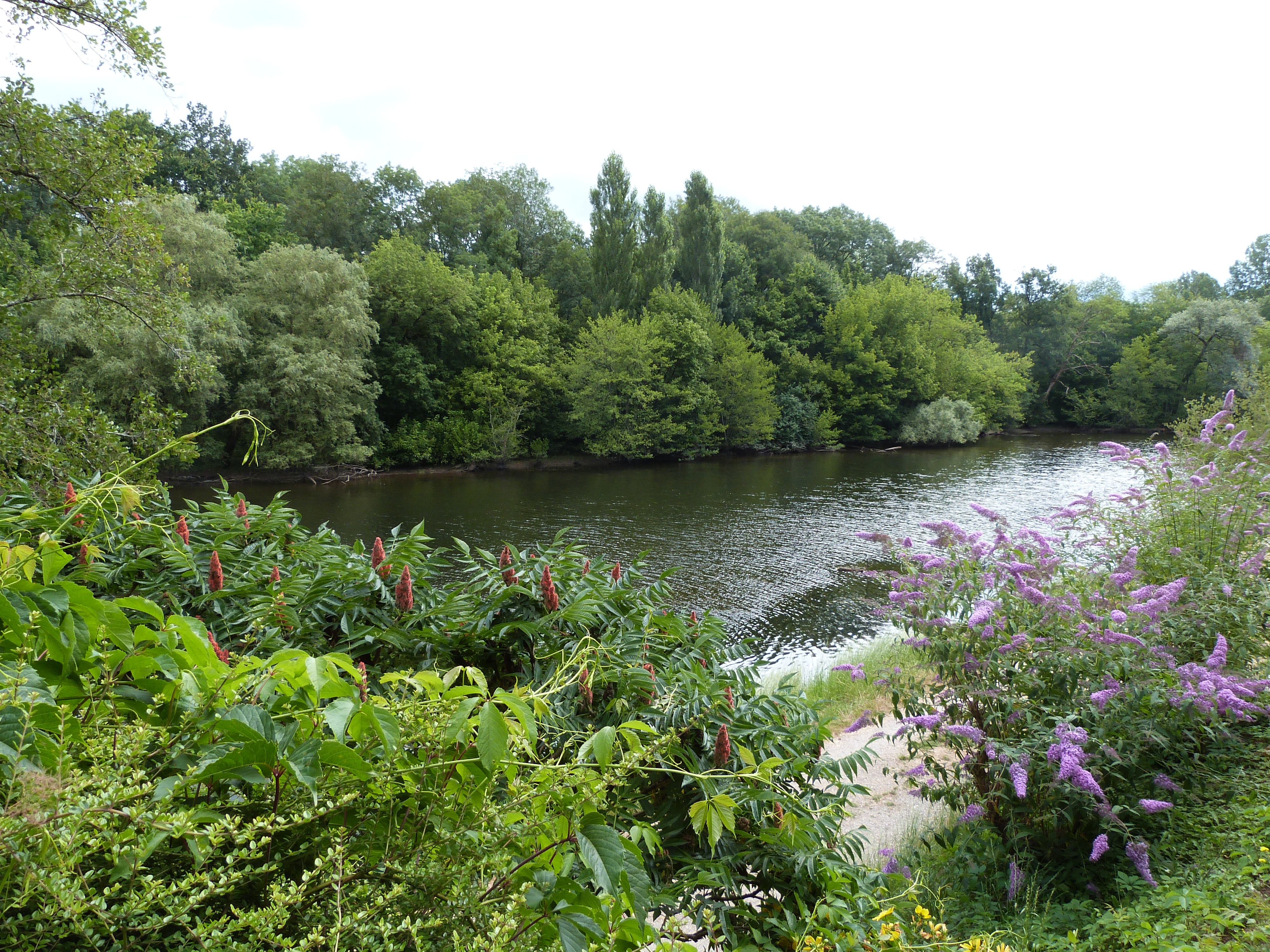
Bras de la Dordogne à Carennac.
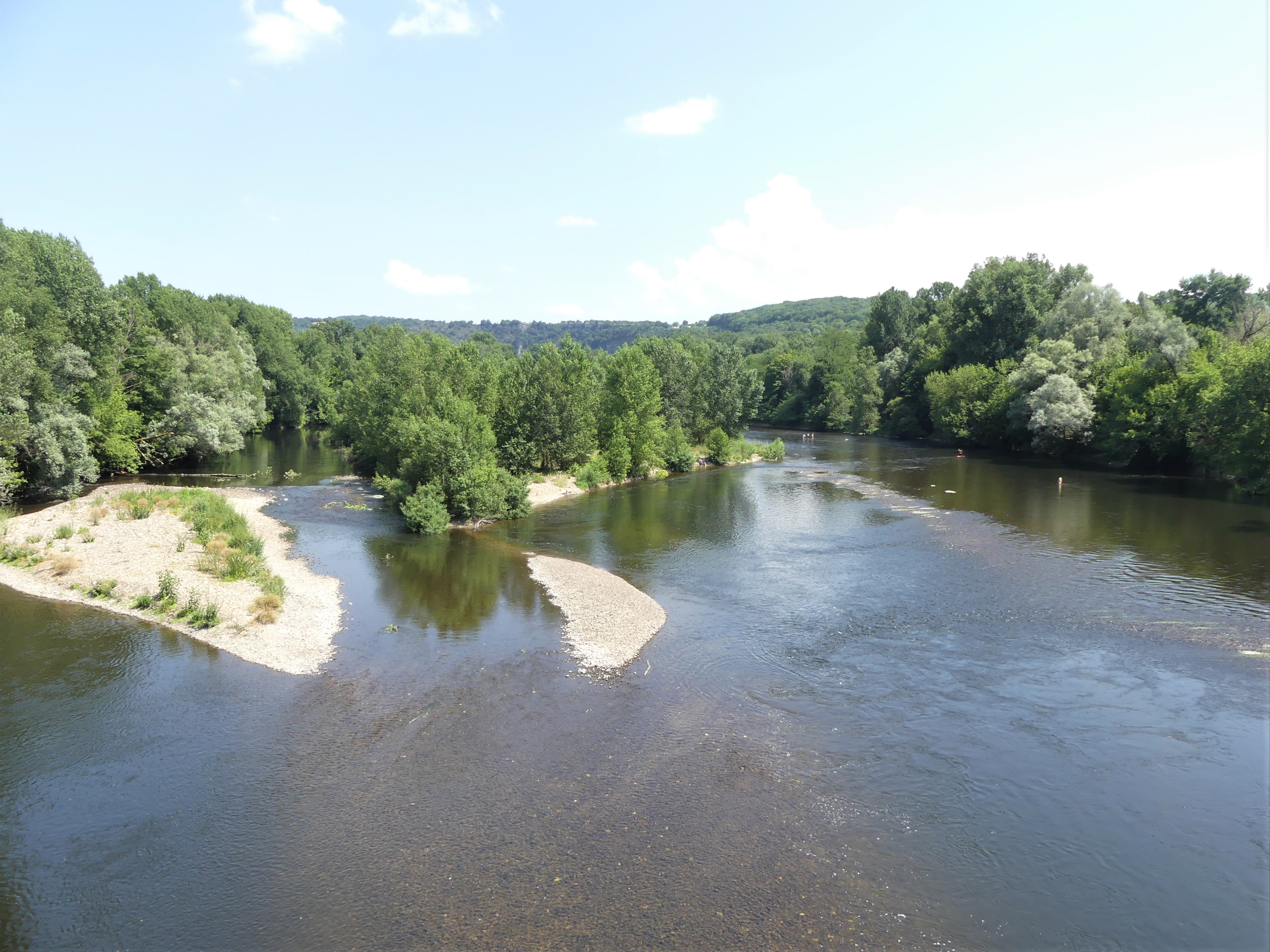
Au pont de Gluges, entre Martel à gauche et Montvalent à droite.
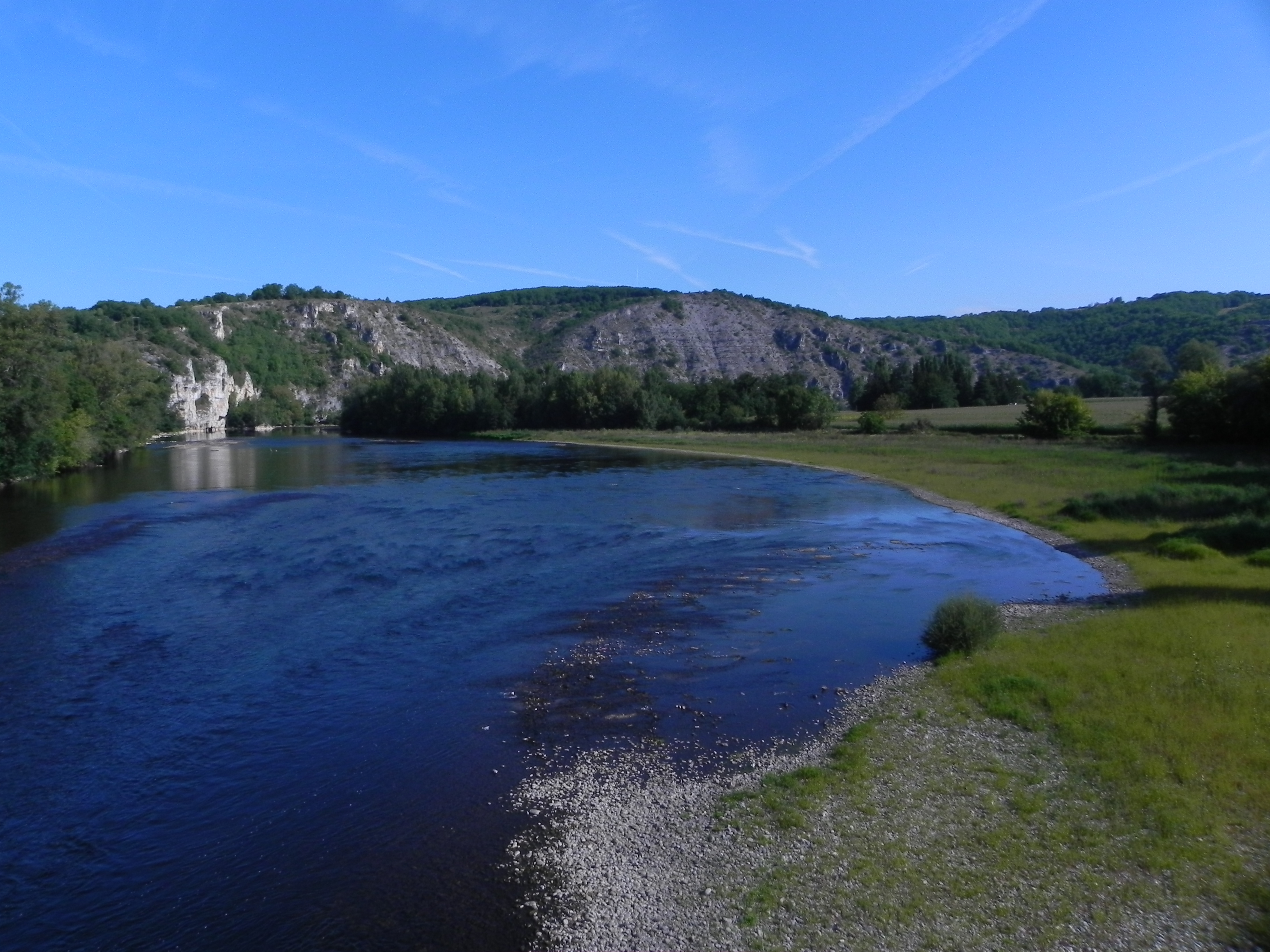
La Dordogne au pont de la RD 43, entre Pinsac à gauche et Lacave en rive opposée..
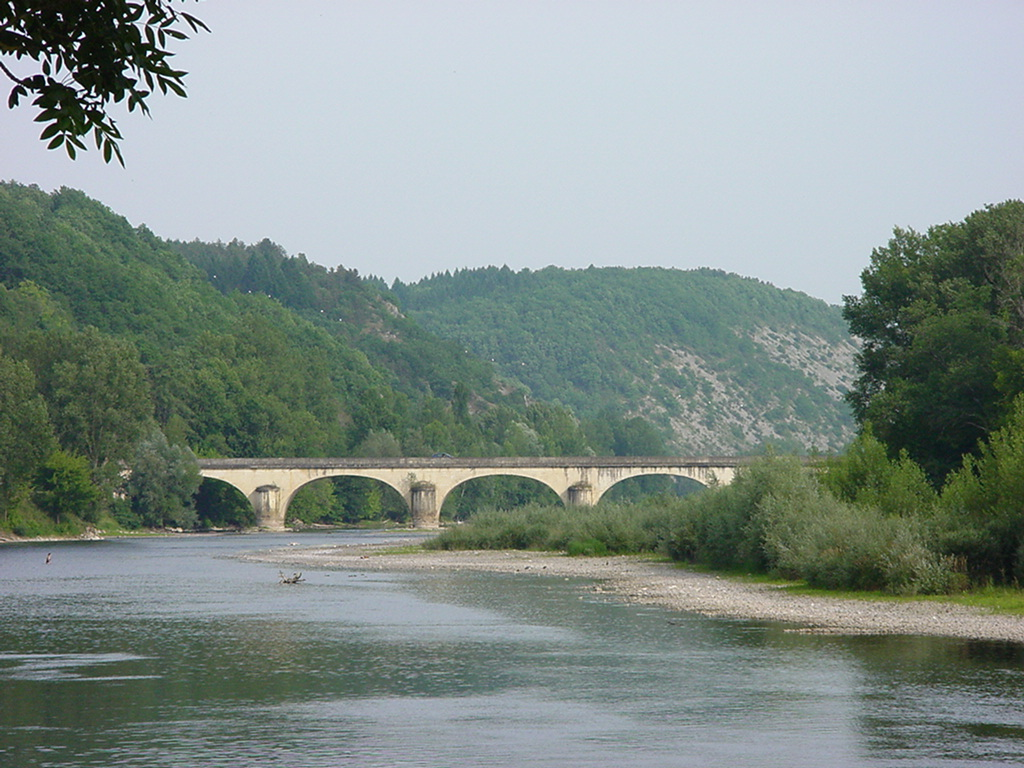
Le pont de la RD 820 entre Souillac et Lanzac.
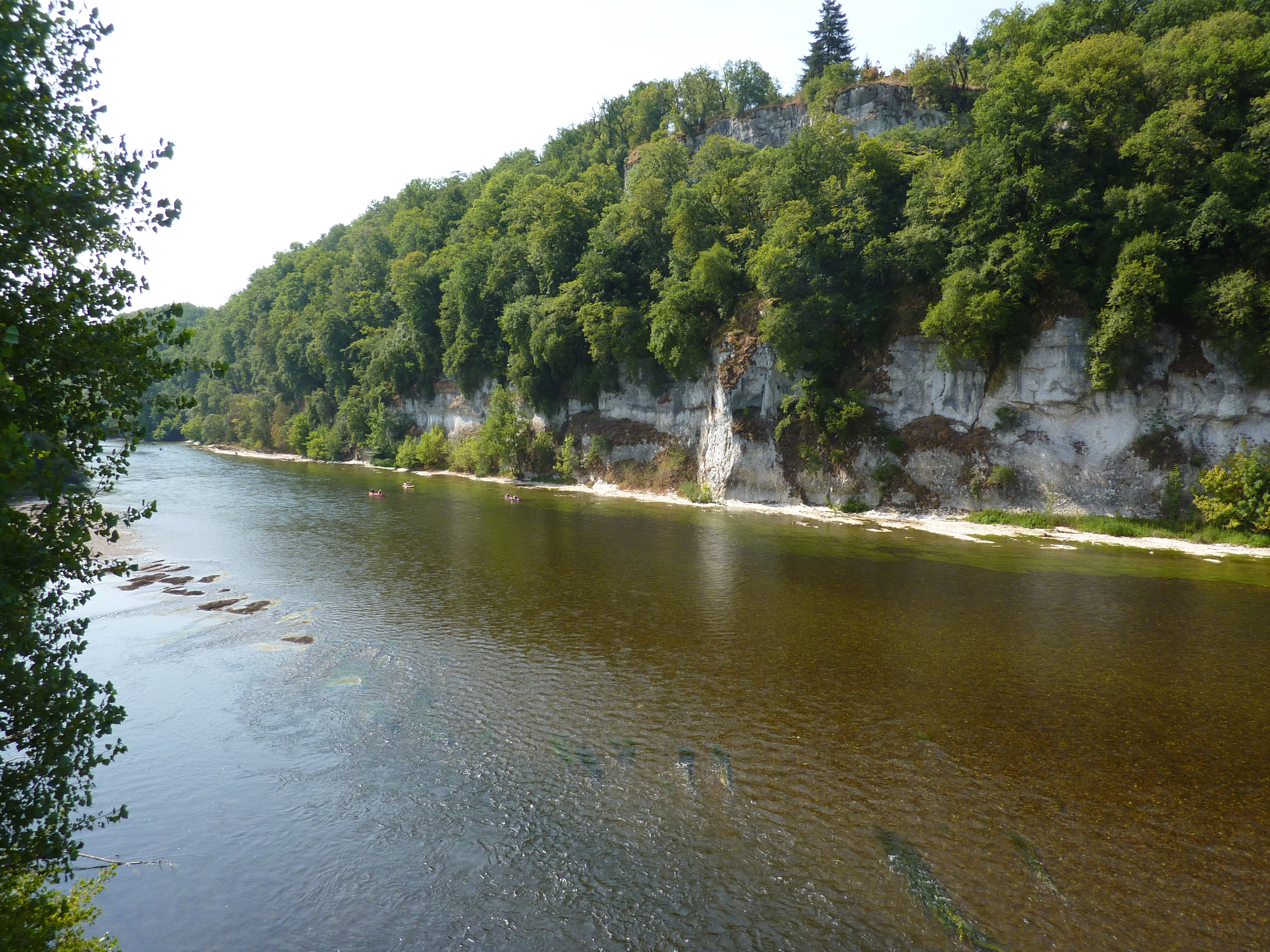
Au pont de Cieurac, à Lanzac.

## Habitats
lus d'un tiers de la superficie de cette zone Natura 2000 correspond à dix-sept habitats inscrits à l'annexe I de la directive habitats de l'Union européenne :
- forêts alluviales à Alnus glutinosa et Fraxinus excelsior (Alno-Padion, Alnion incanae, Salicion albae) sur 443,31 hectares (ha)[5],
- prairies maigres de fauche de basse altitude (Alopecurus pratensis, Sanguisorba officinalis sur 424,21 ha[6],
- pelouses sèches semi-naturelles et faciès d'embuissonnement sur calcaires (Festuco-Brometalia) — sites d'orchidées remarquables — sur 350,53 ha[7],
- forêts mixtes à Quercus robur, Ulmus laevis, Ulmus minor, Fraxinus excelsior ou Fraxinus angustifolia, riveraines des grands fleuves sur 201,48 ha[8],
- mégaphorbiaies hygrophiles d'ourlets planitiaires et des étages montagnard à alpin sur 171,86 ha[9],
- rivières des étages planitiaire à montagnard avec végétation du Ranunculion fluitantis et du Callitricho-Batrachion, sur 85,40 ha[10],
- grottes non exploitées par le tourisme sur 55,67 ha[11],
- parcours substeppiques de graminées et annuelles des Thero-Brachypodietea sur 55,67 ha[12],
- pentes rocheuses calcaires avec végétation chasmophytique sur 55,67 ha[13],
- rivières avec berges vaseuses avec végétation du Chenopodion rubri p.p. et du Bidention p.p. sur 52,06 ha[14],
- formations stables xérothermophiles à Buxus sempervirens des pentes rocheuses (Berberidion p.p.) sur 31,96 ha[15],
- formations à Juniperus communis sur landes ou pelouses calcaires sur 23,01 ha[16],
- forêts de pentes, éboulis ou ravins du Tilio-Acerion sur 21,10 ha[17],
- lacs eutrophes naturels avec végétation du Magnopotamion ou de l'Hydrocharition sur 20,06 ha[18],
- éboulis ouest-méditerranéens et thermophiles sur 2,76 ha[19],
- eaux stagnantes, oligotrophes à mésotrophes avec végétation des Littorelletea uniflorae et/ou des Isoeto-Nanojuncetea sur 0,82 ha[20],
- sources pétrifiantes avec formation de tuf (Cratoneurion) sur 0,19 ha[21].

## Faune
Quatorze espèces animales inscrites à l'annexe II de la directive 92/43/CEE de l'Union européenne y ont été répertoriées :
- quatre insectes : le Cerf-volant (mâle) ou la Grande biche (femelle) (Lucanus cervus), la Cordulie à corps fin (Oxygastra curtisii), le Cuivré des marais (Lycaena dispar) et le Damier de la succise (Euphydryas aurinia) ;
- cinq mammifères : le Grand rhinolophe (Rhinolophus ferrumequinum), la Loutre d'Europe (Lutra lutra), le Murin à oreilles échancrées (Myotis emarginatus), le Petit rhinolophe (Rhinolophus hipposideros) et le Rhinolophe euryale (Rhinolophus euryale) ;
- cinq poissons : le Chabot commun (Cottus gobbio), la Grande alose (Alosa alosa), la Lamproie marine (Petromyzon marinus) le Saumon atlantique (Salmo salar) et le Toxostome (Parachondrostoma toxostoma).

Une autre espèce de poissons importante mais non inscrite à l'annexe II y a été répertoriée : la Truite de mer (Salmo trutta trutta).

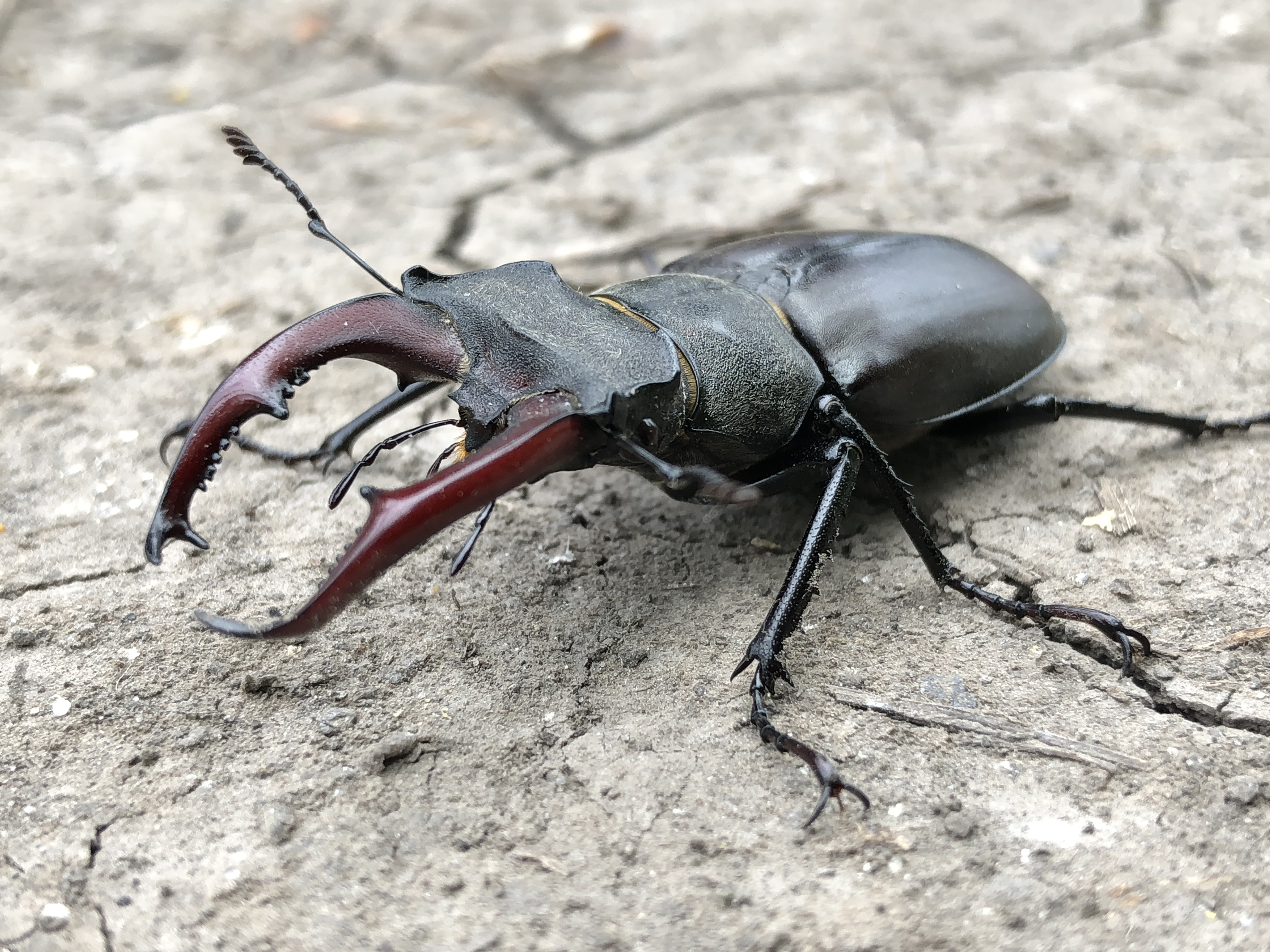
Cerf-volant.
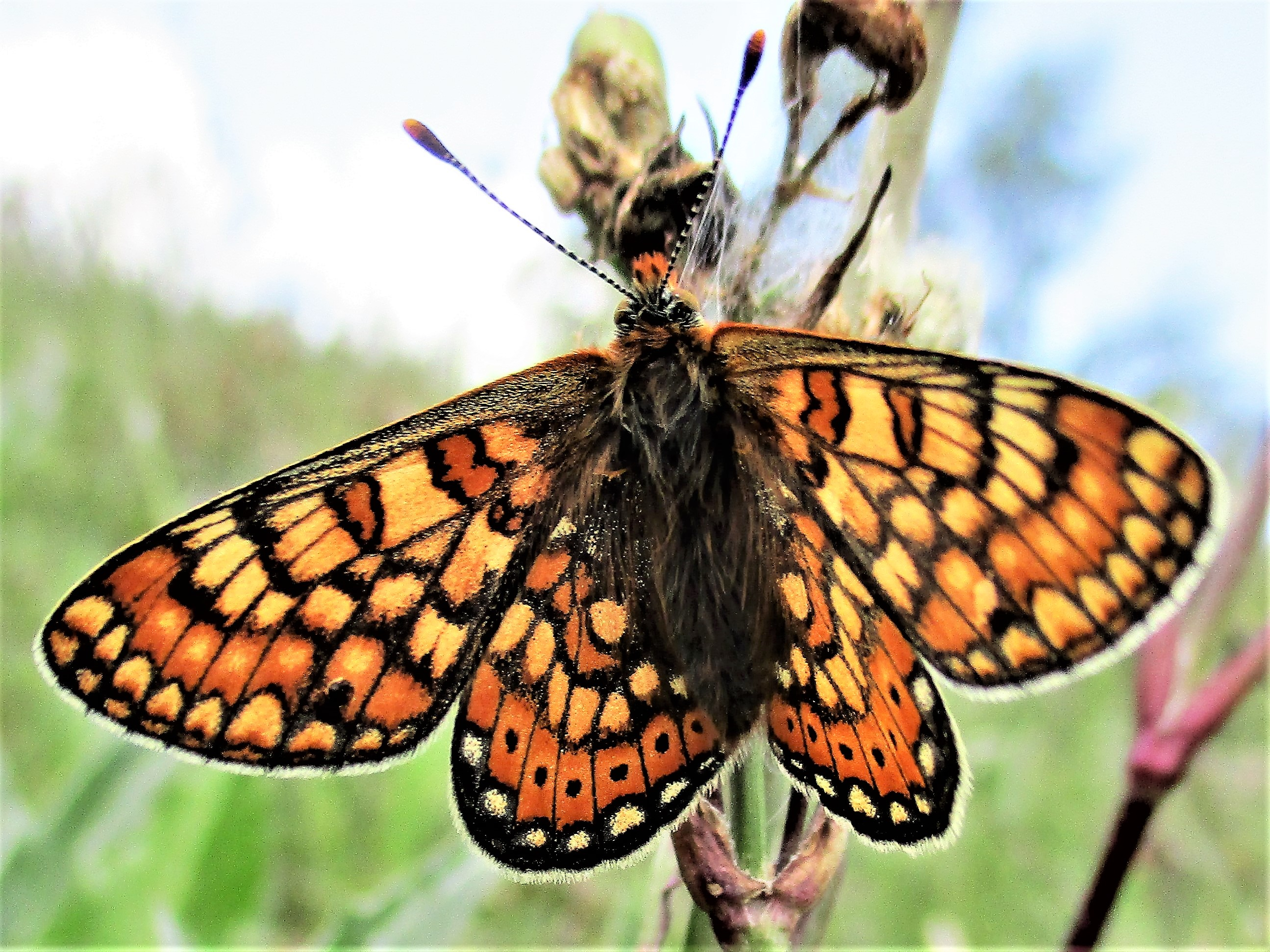
Damier de la succise.
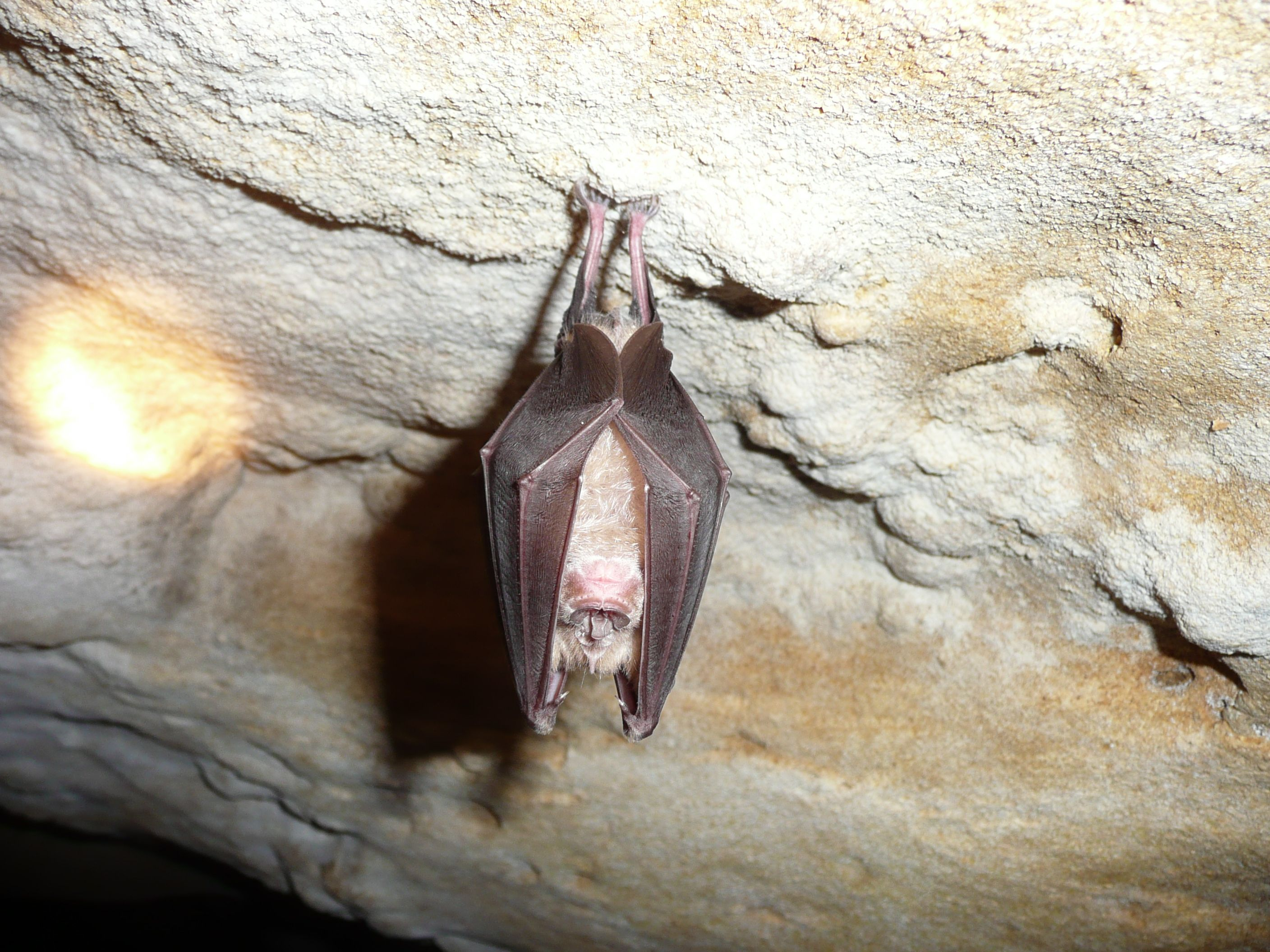
Grand rhinolophe en position de repos.
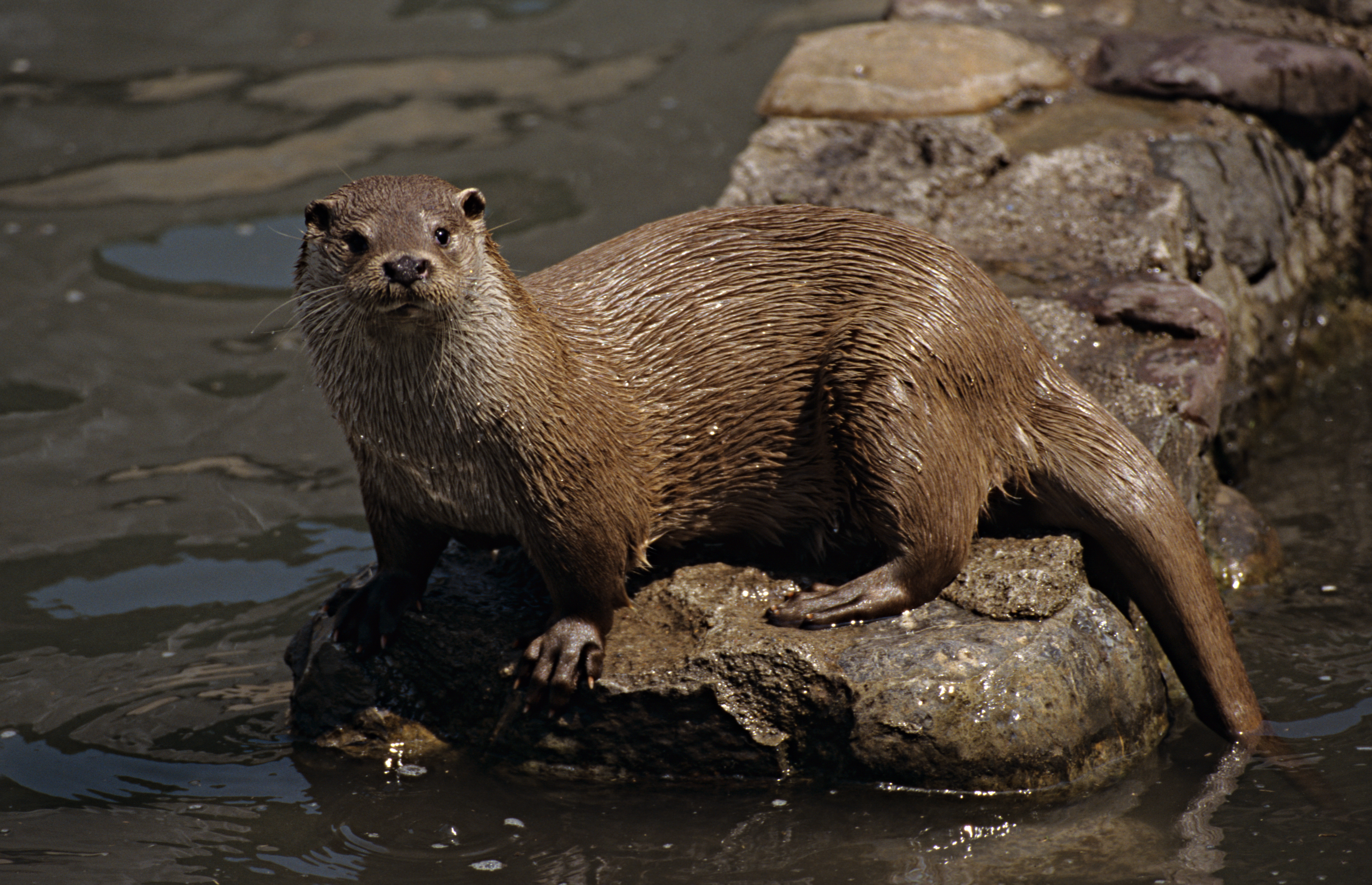
Loutre d'Europe.
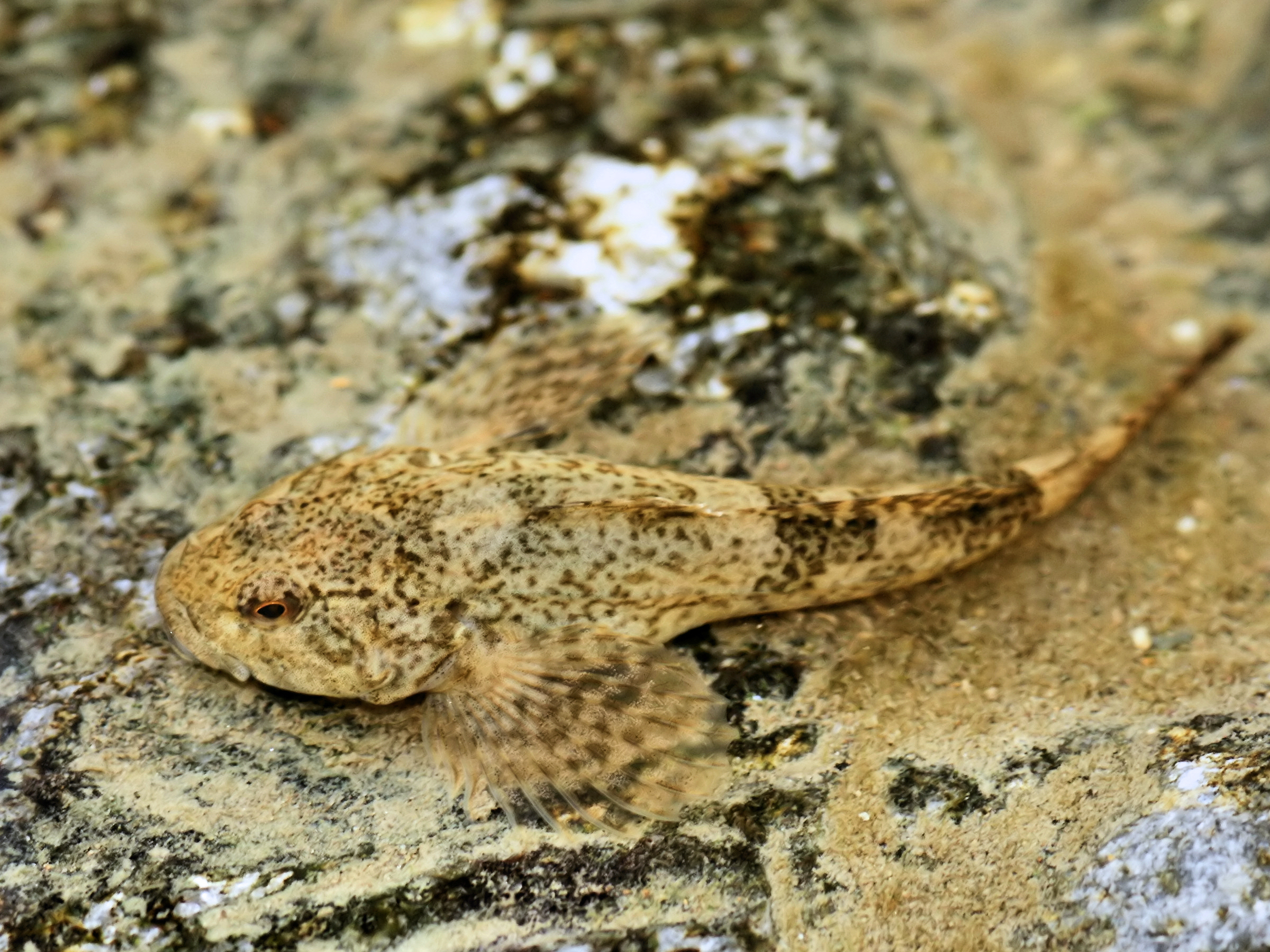
Chabot commun.

## Flore

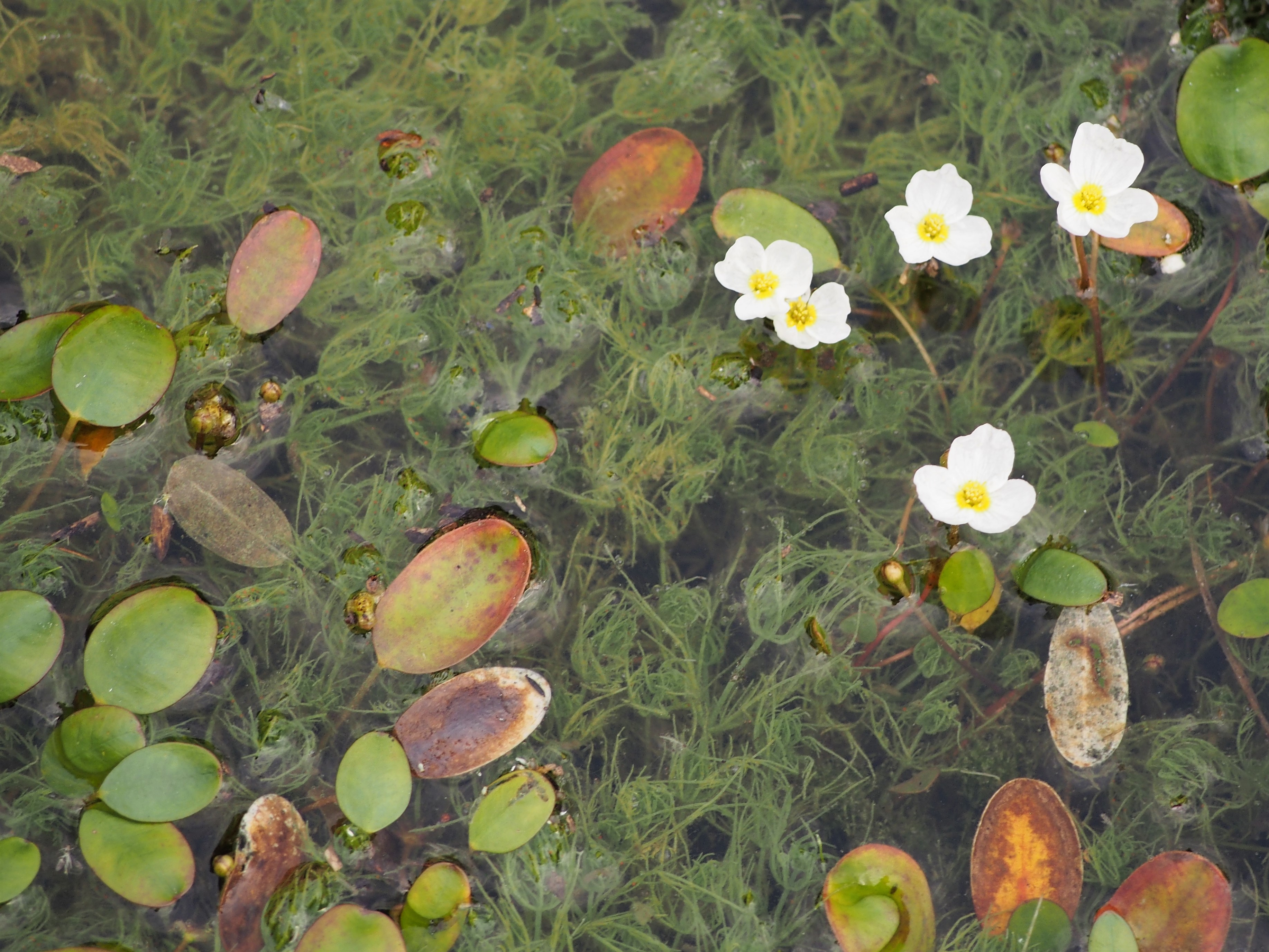
Flûteau nageant.

Une espèce végétale inscrite à l'annexe II de la directive 92/43/CEE de l'Union européenne y a été répertoriée : le Flûteau nageant (Luronium natans).

## Espaces connexes
Le territoire de la zone Natura 2000 est inclus dans celui d'une zone naturelle d'intérêt écologique, faunistique et floristique (ZNIEFF) de type II homonyme, qui s'étend sur une superficie plus importante (8 758 hectares) et concerne 28 communes : deux en Corrèze, deux en Dordogne et vingt-quatre dans le Lot.
Des recensements y ont été effectués, permettant d'y répertorier 83  espèces déterminantes animales (quarante-huit insectes, quatre crustacés, cinq mammifère, deux mollusques, treize oiseaux, dix poissons et un reptile), ainsi que 80 espèces déterminantes végétales.
Une ZNIEFF de type I de superficie plus restreinte, la Dordogne quercynoise, est incluse dans la ZNIEFF précédente, et comprise partiellement — pour les communes du Lot — dans la zone Natura 2000 de la vallée de la Dordogne quercynoise. Elle s'étend sur 2 081 hectares, sur le territoire de 24 communes riveraines de la Dordogne, deux en Corrèze, deux en Dordogne et vingt dans le Lot ; 66 espèces déterminantes animales (quarante-trois insectes, quatre crustacés, deux mammifère, deux mollusques, neuf oiseaux et six poissons) et 50 espèces déterminantes végétales y ont été répertoriées.